# Гринчук, Светлана Васильевна
Светлана Васильевна Гринчук (укр. Світлана Василівна Гринчук; род. 11 ноября 1985, Черновцы) — украинский государственный деятель, министр защиты окружающей среды и природных ресурсов (2024—2025), министр энергетики (с 2025).

## Биография
Родилась 11 ноября 1985 года в городе Черновцы. В 2008 году окончила Черновицкий торгово-экономический институт Государственного торгово-экономического университета и начала преподавать. В 2013 году Светлана Гринчук защитила кандидатскую диссертацию о развитии ипотеки в сельском хозяйстве Украины, получила звание кандидата экономических наук.
В 2016 году Светлана Гринчук стала руководителем департамента по изменению климата и защиты озонового слоя Министерства защиты окружающей чреды и природных ресурсов Украины, а также участвовала в обеспечении выполнения Украиной Парижского климатического соглашения. В 2019 году Светлана Гринчук стала советником премьер-министра Украины по вопросам охраны окружающей среды и изменения климата, а в 2020 году она стала советником министра финансов.
В 2021 году Гринчук стала одной из основательниц общественной организации «ESG Association Ukraine». В 2022 году стала заместителем министра защиты окружающей среды и природных ресурсов Украины, ответственной за европейскую интеграцию министерства. В сентябре 2023 она перешла на работу заместителем министра энергетики Украины.
5 сентября 2024 года Верховная рада проголосовала за назначение Светланы Гринчук министром защиты окружающей среды и природных ресурсов Украины.
16 июля 2025 года Верховная Рада Украины отправила в отставку правительство Шмыгаля. 17 июля 2025 года получила портфель министра энергетики в правительстве Юлии Свириденко.